# Мила, Массимо
Ма́ссимо Мила (итал. Massimo Mila; 14 августа 1910 — 26 сентября 1988) — итальянский музыковед, музыкальный критик и антифашист.

## Жизнь и творчество
Среднее образование получил в классическом лицее Массимо д’Азельо в Турине у Аугусто Монти. Среди одноклассников были Чезаре Павезе, Леон Гинзбург и Норберто Боббио. Там же познакомился с Джулио Эйнауди, преподававшим в школе латынь и введшим его в круг бывших учеников д’Азельо. В 1931 году окончил Туринский университет с дипломом «Мелодрама у Джузеппе Верди», большой интерес к которому проявил философ Бенедетто Кроче, способствовав тому, чтобы диплом двумя годами позже был опубликован отдельной книгой издательством «Латерца» (Бари). Параллельно продолжал профессионально заниматься альпинизмом. Достаточно быстро осознал истинную природу фашистского режима. За антифашистскую деятельность впервые был арестован в 1929 году. После освобождения примкнул к туринской группе «Справедливости и свободы» и 15 мая 1935 года вновь был арестован вместе с товарищами (Эйнауди, Гинзбургом, Павезе и другими). Был приговорён к семи годам лишения свободы. Наказание отбывал в римской тюрьме. Находясь в заключении, работал над переводом «Сиддхартхи» Гессе (был опубликован в 1945 году). После освобождение в 1940 году начал сотрудничество с издательством «Einaudi», где вновь сплотились друзья по лицею и антифашистской борьбе (Павезе и др.). После амнистии 8 сентября 1943 года присоединился к итальянскому Сопротивлению и вступил в «Партию действия», преемницу «Справедливости и свобода».
В послевоенные годы преподавал в Туринской консерватории (1954—1975) и Туринском университете (1962—1975) историю музыки. С 1956 года был членом Национальной академии Санта-Чечилии и вёл литературную деятельность, переводя с немецкого сочинения Гёте, Шиллера, Готхельфа, Гессе, Вихерта, а также автобиографию Рихарда Вагнера. С 1967 года был одним из соучредителей «Нового музыкального журнала Италии». Долгие годы состоял в опубликованной посмертно переписке с композиторами Луиджи Даллапикколой и Луиджи Ноно.
26 февраля 1981 года попал в тяжелейшую автокатастрофу, в которой потерял жену. В 1985 году был награждён премией Фельтринелли.

## Избранные сочинения

### Книги
- Музыкальный опыт и эстетика (1950)
- Покорители Эвереста (1954)
- Краткая история музыки (1963)
- Мадерна — европейский музыкант (1976)
- Девятая симфония Бетховена (1977)
- Женитьба Фигаро (1979)
- Дон Жуан Моцарта (1988)
- Волшебная флейта (1989)
- Труды об альпинизме (1992)
- Брамс и Вагнер (1994)
- Труды об обществе (1995)
- Искусство Белы Бартока (1997)
- Гийом Дюфаи (1997)
- Эссе о Моцарте, 1941—1987 (2006)
- Квартеты Моцарта (2009)

Книги публикуются издательством «Эйнауди». Часть материалов была подготовлена к печати посмертно.

### Переводы
- Герман Гессе. «Сиддхартха» (1945)

### Эссе и статьи
- Византийская мелодия La melodia bizantina (RMI, 1946);
- Рождения мелодраммы La nascita del melodramma (Civiltà Fiorentina. Il Sei-Settecento, Firenze, 1956);
- Предисловие к Автобиографии Вагнера Introduzione all'«Autobiografia» di R. Wagner («Belfagor», 1951);
- Музыкальная жизнь в Италии 19 века La vita della musica nell’Ottocento italiano («Belfagor», 1957; voce " Italien 19. Jahrh. ", MGG);
- Линия Ноно La linea Nono (RaM, 1960);
- Брамсовская эпоха L’età brahmsiana (AA.VV., Arte e Storia. Studi in onore di L. Vincenti, Torino, 1965);
- Стилистическое единство опер Верди L’unità stilistica nell’opera di Verdi (ibid., 1968);
- Судьба Россини La fortuna di Rossini («Bollettino del Centro di studi rossiniano», 1968);
- Диалогизм арий в ранних операх Верди La dialogizzazione dell’aria nelle opere giovanili di Verdi (Atti del 1 Congresso Internaz. di Studi Verdiani, Parma, 1969);
- 'О Большой фуге, соч. 133 ('Lettura della Grande Fuga op. 133 (AA.VV., Scritti in onore di Luigi Ronga, Milano-Napoli, 1973);
- Джан Франческо Малипьеро и современная иррациональность (Gianfrancesco Malipiero e l’irrazionalismo contemporaneo (Atti dell’Istituto Veneto di Scienze, Lettere ed Arti Venezia 1974) .
- О додекафонии Даллапикколы (Sulla Dodecafonia di Dallapiccola («Annali della Scuola Normale Superiore di Pisa», 1976);
- Музыкальный романтизм Il Romanticismo nella musica («Belfagor», 1979);
- Гийом Дюфаи, франко-бургундский музыкант Guillaume Dufay, musicista franco-borgognone (ibid., 1980);
- Между Вагнером и Ницше Tra Wagner e Nietzsche («Cultura e Scuola», 1980);
- Каноны Моцарта I canoni di Mozart (NRMI, 1981);
- Поздний Бах La vecchiaia di Bach (Atti dell’Accademia delle Scienze di Torino, 1981);
- Коллаж в музыке Il «collage» in musica (AA.VV., Scritti in onore di G. C. Argan, Roma, 1984);
- Традиция и прогресс в переписке Верди и Бойто L’antico e il progresso nel carteggio tra Verdi e Boito («Belfagor», 1984);
- Судьба Моцарта La fortuna di Mozart (in «Belfagor», 1985).

## Переписка
- Время строить. Переписка с Луиджи Даллапикколой, 1933—1975 (Tempus aedificandi. Luigi Dallapiccola — Massimo Mila. Carteggio 1933—1975, a cura di L. Aragona, Milano, Ricordi (Universal Music MGB), 2005, ISBN 88-75-92798-7)
- И ничего меж нами не утаено. Переписка с Луиджи Ноно, 1952—1988 (Nulla di oscuro tra noi. Massimo Mila — Luigi Nono. Lettere 1952—1988, a cura di A.I. De Benedictis e V. Rizzardi, Milano, il Saggiatore 2010, ISBN 978-884281645-4)